# 志太中央幹線
志太中央幹線（しだちゅうおうかんせん）は、静岡県藤枝市上薮田から同県焼津市相川に至る都市計画道路である。

## 概要
藤枝市と焼津市の市境付近を通過（東名高速道路西側を並行）して大井川町（当時）に至る都市計画道路として1973年に計画されたが、2023年3月現在、起点側の2.6km、終点側の4.4kmが共用されているものの、中間部分は未着工である。
起点側は国道1号藤枝バイパス藪田西インターチェンジの取付道路（静岡県道215号伊久美藤枝線の一部）となっているが、藤枝市天王町周辺の買収が難航していた。2023年3月25日に左車工区（466m）が開通することで、静岡県道381号島田岡部線（旧国道1号）まで直通となった。
終点側では焼津市上新田から同市上泉までの約1.1km（静岡県道34号島田吉田線の支線として指定）が2008年4月に、終点までの約680mが2010年3月2日に、藤枝市大東町（静岡県道33号藤枝大井川線交点）までの区間も2011年11月1日に供用開始された。
終点の西延長上には「はばたき橋」（2013年8月3日開通）がある。

### 路線データ
- 距離 : 11.61km（予定）
- 車線数 : 4車線（暫定2車線供用）
- 起点 : 藤枝市上薮田（国道1号藤枝バイパス 藪田西インターチェンジ）
- 終点 : 焼津市相川（静岡県道342号河原大井川港線交点、大井川堤防）

## 地理

### 通過する自治体
- 静岡県
  - 焼津市
  - 藤枝市

### 接続する道路
- 静岡県道215号伊久美藤枝線
- 国道1号藤枝バイパス
- 静岡県道209号静岡朝比奈藤枝線
- 静岡県道381号島田岡部線
  - （中略）
- 静岡県道33号藤枝大井川線
- 静岡県道227号島田大井川線
- 焼津市道105号線（東名高速道路大井川焼津藤枝スマートインターチェンジに接続）
- 静岡県道342号河原大井川港線
- 静岡県道34号島田吉田線